# Longhirst
Longhirst – wieś i civil parish w Anglii, w hrabstwie Northumberland. W 2011 civil parish liczyła 310 mieszkańców.